# إيفان رانيا فوينتيس
إيفان رانيا فوينتيس (بالإسبانية: Iván Raña Fuentes، ولد في 10 يونيو 1979، أورديس، لا كرونيا، إسبانيا) رياضي ترياثلون إسباني.
فاز ببطولة العالم للأكواثلون عام 2001، وببطولة العالم للترياثلون عام 2002، وببطولة أوروبا للترايثلون عام 2002 و2003.

## إنجازاته

### بطولة العالم للأكواثلون
- 2001 إدمنتون  كندا:  ميدالية ذهبية في سباق الأكواثلون.

### بطولة العالم للترايثلون
- 2002 كانكون  المكسيك:  ميدالية ذهبية في سباق الترياثلون.
- 2003 كوينستون  نيوزيلندا:  ميدالية فضية في سباق الترايثلون.
- 2004 جزر ماديرا  البرتغال:  ميدالية فضية في سباق الترايثلون.

### بطولة أوروبا للترايثلون
- 2001 كارلوفي فاري  جمهورية التشيك:  ميدالية فضية في سباق الترايثلون.
- 2002 جيور  المجر:  ميدالية ذهبية في سباق الترايثلون.
- 2003 كارلوفي فاري  جمهورية التشيك:  ميدالية ذهبية في سباق الترايثلون.

## روابط خارجية
- إيفان رانيا فوينتيس على موقع الاتحاد الدولي للدراجات (الإنجليزية)
- إيفان رانيا فوينتيس على موقع eWRC-results.com (الإنجليزية)
- إيفان رانيا فوينتيس على موقع اتحاد الترياتلون الدولي (الإنجليزية)
- إيفان رانيا فوينتيس على موقع IAT Triathlon Database (الإنجليزية)
- إيفان رانيا فوينتيس على موقع اللجنة الأولمبية الدولية (الإنجليزية)
- إيفان رانيا فوينتيس على موقع أوليمبيديا (الإنجليزية)